# Nematogenys inermis
Nematogenys inermis és una espècie de peix de la família dels nematogènids i de l'ordre dels siluriformes que antigament habitava entre les ciutats de Valparaíso al nord i Osorno al sud, però avui dia la seua distribució està restringida a uns pocs indrets de les regions de Concepción, Rancagua i Angol. És un peix d'aigua dolça i de clima temperat. Els mascles poden assolir 40,7 cm de longitud total.